# Igor Vinícius
Igor Vinícius de Souza dit Igor Vinícius, né le 1er avril 1997 à Sinop au Brésil, est un footballeur brésilien qui évolue au poste d'arrière droit au São Paulo FC.

## Biographie

### Débuts professionnels
Né à Sinop dans le Mato Grosso au Brésil, Igor Vinícius est formé par le Santos FC qu'il rejoint en 2010 à l'âge de 12 ans.
En mars 2018, est annoncé le prêt d'Igor Vinícius à Ponte Preta, club évoluant alors en deuxième division brésilienne.

### São Paulo FC
Le 4 décembre 2018, Igor Vinícius est prêté pour une saison au São Paulo FC. Il joue son premier match le 27 avril 2019, lors d'une rencontre du championnat du Brasileirão face au Botafogo FR. Il est titulaire et son équipe s'impose par deux buts à zéro ce jour-là.
Le 8 décembre 2019, il inscrit son premier but dans le Brasileirão, sur la pelouse du Centro Sportivo Alagoano (victoire 1-2). C'est son seul but inscrit cette année là en Série A.
Le 20 décembre 2019, le São Paulo FC annonce le transfert définitif d'Igor.
En 2020, il participe avec le São Paulo FC à la Copa Libertadores (trois matchs joués).